# 三宅光治

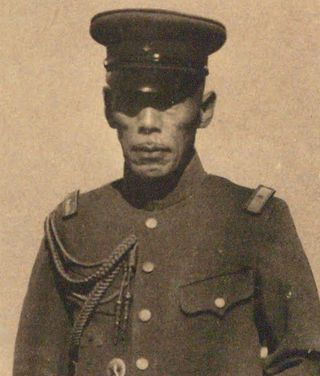
三宅光治

三宅 光治（みやけ みつはる、1881年（明治14年）5月22日 - 1945年（昭和20年）10月21日）は、日本の陸軍軍人。最終階級は陸軍中将。旧姓・山田。

## 経歴
三重県出身。山田光寿の三男として生まれ、1901年（明治34年）三宅はる の養子となり家督を相続した。
1901年11月、陸軍士官学校（13期）を卒業。翌年6月、歩兵少尉に任官し歩兵第33連隊付となる。日露戦争に出征し、1905年（明治38年）5月から1906年（明治39年）1月まで満州軍副官を務めた。1910年（明治43年）11月、陸軍大学校（22期）を卒業した。
1910年12月、第1師団参謀となり、陸軍省軍務局課員、陸軍省副官兼陸軍大臣秘書官などを歴任。1915年（大正4年）8月、歩兵少佐に昇進。1919年（大正8年）4月、欧州に出張し平和条約実施委員（オーストリア・ハンガリー駐在）を務めた。1919年（大正8年）7月、歩兵中佐に進級。1922年（大正11年）7月、陸軍兵器本廠付（新聞班長）に就任。
1922年8月、歩兵大佐に昇進。1924年（大正13年）2月、近衛歩兵第4連隊長に就任。第4師団参謀長を経て、 1927年（昭和2年）7月、陸軍少将に進級し歩兵第5旅団長となる。1928年（昭和3年）8月、関東軍参謀長に転じ、満州事変に対応した。1932年（昭和7年）4月、陸軍中将に進み参謀本部付となる。同年6月、陸軍運輸部長に転じ、1935年（昭和10年）3月、第20師団長に親補され朝鮮に赴任。1936年（昭和11年）12月、予備役編入となった。
1938年（昭和13年）12月、軍人援護会副会長に就任。1940年（昭和15年）11月から1945年（昭和20年）8月まで満州国協和会中央本部長を務めた。終戦後、シベリア抑留となり、その後、モスクワに移送されルビアンカ監獄で死去した。

## 栄典
外国勲章佩用允許
- 1934年（昭和9年）5月9日 - 満州帝国：勲一位景雲章[5]